# Commutant
En algèbre, le commutant d'un sous-ensemble {\displaystyle X} d'un magma A (par exemple une algèbre sur un anneau, pour la multiplication) est le sous-ensemble {\displaystyle X'} des éléments de A qui commutent avec tout élément de {\displaystyle X}. Autrement dit,
{\displaystyle X'=\{a\in A~|~\forall x\in X,xa=ax\}.}
En théorie des groupes, le commutant est appelé centralisateur.

## Propriétés
Les deux premières propriétés expriment, de deux façons équivalentes, que l'application {\displaystyle {\mathcal {P}}(A)\to {\mathcal {P}}(A),X\mapsto X'} permet de définir une correspondance de Galois antitone. La troisième en est une conséquence.
- {\displaystyle X\subset Y'\Leftrightarrow Y\subset X'}
- {\displaystyle (X\subset Y\Rightarrow Y'\subset X')} et {\displaystyle X\subset X''}
- {\displaystyle X'''=X'~}
- Si A est un demi-groupe (par exemple un groupe, ou bien un pseudo-anneau, pour la multiplication) alors[2] le commutant d'une partie quelconque de A forme une partie stable de A.